# Frederik Adriaan van Reede van Renswoude

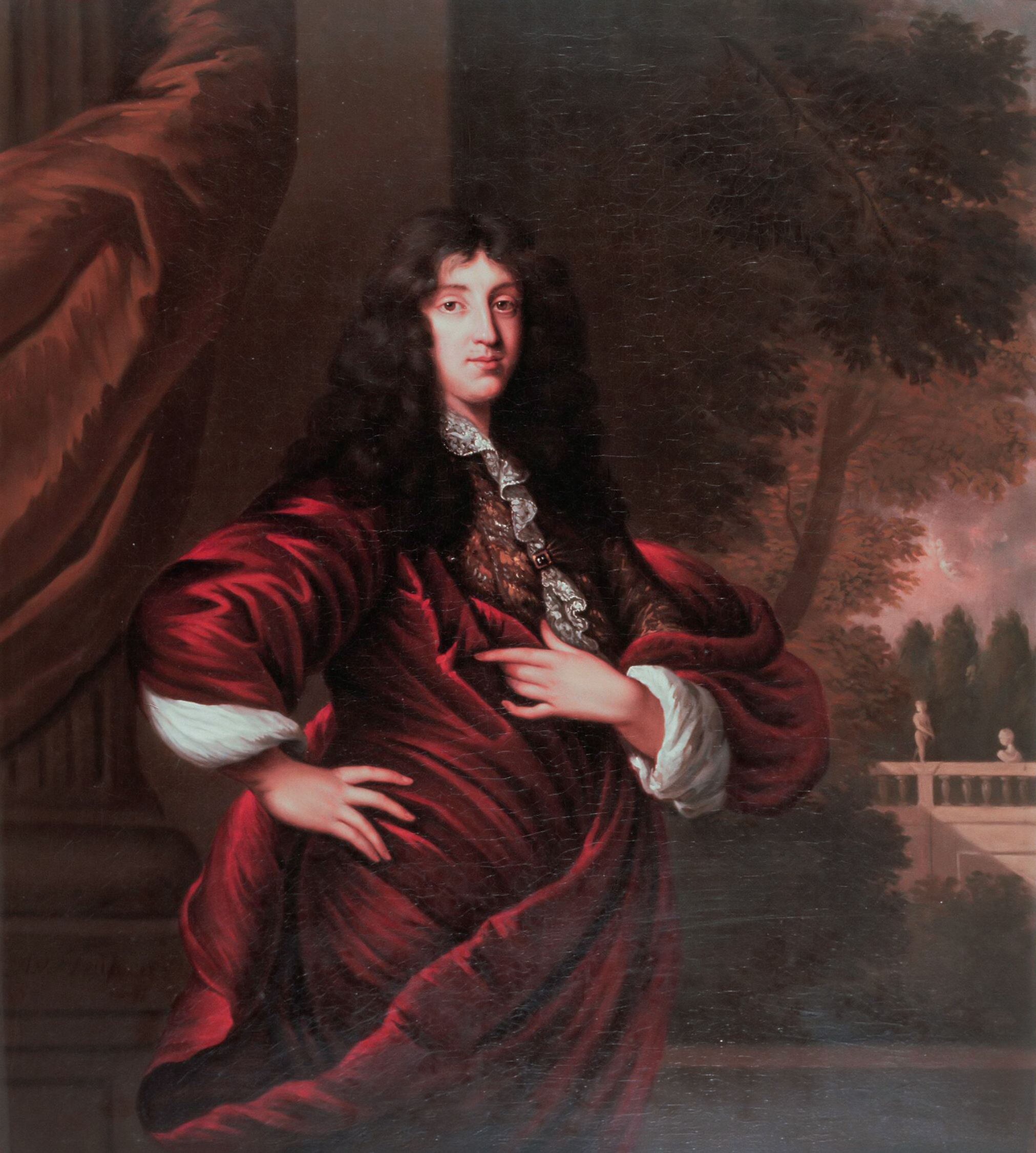
Frederik Adriaan van Reede van Renswoude (Adriaen van Heusden, circa 1685)

Frederik Adriaan baron van Reede van Renswoude (Utrecht, 22 februari 1659 - aldaar 12 december 1738) was vrijheer van Renswoude, heer van Emmickhuysen en Bornewal, en door zijn huwelijk ook van Moerkerken en Middelharnis. Zijn vader was Gerard van Reede van Renswoude, zijn moeder Mechteld van Zuylen van Nyeveld.
In 1678 en 1679 bevond hij zich in het gevolg van de ambassadeur Van Weede van Dijkveld te Parijs. Na de dood van zijn broer, Godard, (5 december 1681) kreeg hij Renswoude als leen onder zijn beheer. Op 2 oktober 1684 werd hij in de Ridderschap van Utrecht opgenomen en werd daardoor gedeputeerde in de Staten-Generaal.
Frederik Adriaan van Reede huwde Maria Duyst van Voorhout (24 juni 1685), vrouwe van Moerkerken en in Middelharnis, na het overlijden van haar eerste man.
In 1705 werd hij gedeputeerde te velde; na 1706 was hij lid van het voorlopig Engels-Nederlands bestuur over de veroverde Spaanse Nederlanden te Brussel, waar hij samen met Van den Bergh, Leids burgemeester, in 1708 veel bijdroeg aan de verdediging van de stad, toen die in november werd aangevallen door Franse troepen onder Maximiliaan Emanuel, keurvorst van Beieren.
Als gevolmachtigde van de Staten van Utrecht verscheen hij in 1713 op de vredesonderhandelingen te Utrecht. In de jaren na de vrede was hij voorstander van een vredelievende staatkunde en onderhield hij contact met de Franse gezant Chateauneuf, die zijn steun op prijs stelde. Een Frans gezant van latere tijd, de Fénelon, gaf in 1728 een karakteristiek van hem, waarin hij hem zeer deskundig noemde, iemand die de sterke en de zwakke zijden van de republiek goed kende, maar die in die tijd zich niet meer heel druk maakte en in zijn provincie niet meer invloed had dan noodzakelijk, voortvloeiend uit zijn waardigheid als voorzitter van de ridderschap. Hoewel hij een juist oordeel had en meer kennis dan de meeste andere leden, ontbrak hem de kracht om openlijk zijn gevoelens te laten zegevieren. Hoewel hij de kunst verstond om zijn ware gevoelens te verbergen onder een schijn van grote openhartigheid, geloofde Fénelon toch dat hij over het algemeen welwillend was jegens Frankrijk en een uitgesproken tegenstander was van het herstel van het stadhouderschap.
Frederik Adriaan begon op jonge leeftijd met sodomie en was als bejaarde nog steeds actief op dit gebied. In 1730 was hij betrokken bij de Utrechtse homoseksuelenaffaire, waardoor hij kort het land moest verlaten. Omdat hij echter in Renswoude zelf de hoogste rechter was, kon hij naar zijn kasteel terugkeren. Daarna verhuisde hij permanent naar Utrecht. 
Zijn huis te Den Haag op de Korte Vijverberg, hoek Doelenstraatje, verkocht hij in 1732 aan de stad Haarlem, waarna het als een logement voor de gedeputeerden van die stad werd gebruikt.